# Joseph P. Kennedy jr.
Joseph Patrick (Joe) Kennedy jr. (Brookline (Massachusetts), 25 juli 1915 - Suffolk, 12 augustus 1944) was een Amerikaanse vliegenier. Hij was de oudste van de negen kinderen van Joseph P. Kennedy sr. en Rose Fitzgerald Kennedy en daarmee de oudere broer van de latere Amerikaanse president John F. Kennedy. Hij gold als de politieke hoop van de familie en was in 1940 een van de jongste deelnemers aan de Democratische Conventie.
Joseph studeerde in 1933 af aan de prestigieuze Choate Rosemary Hall in Connecticut en ging daarna naar Harvard en studeerde daar in 1938 af. In 1940 ging hij rechten studeren en zou zijn eerste stap hebben gezet in het politieke leven. 
Hij brak  zijn opleiding af nadat de Verenigde Staten bij de Tweede Wereldoorlog betrokken raakte en meldde zich aan bij de Amerikaanse marine. Daar deed hij het goed en volbracht hij met succes 25 gevechtsmissies. Hij mocht terug naar huis maar bood zich vrijwillig aan voor Operatie Aphrodite, een aanval op het V3-complex bij Mimoyecques. Daarbij werden vliegtuigen vol explosieven met afstandsbesturing op Duitse doelen gevlogen. Omdat de vliegtuigen niet zelfstandig konden opstijgen, vlogen piloten ze tot een bepaalde hoogte waarna de bemanning per parachute het vliegtuig verliet. Kennedy's vliegtuig explodeerde echter voortijdig boven Suffolk, in de buurt van Blythburgh en zijn stoffelijk overschot is nooit gevonden. 
Hij werd hierom postuum als oorlogsheld gelauwerd. Zijn commandant had hem voorgedragen voor een Medal of Honor, de hoogste Amerikaanse militaire onderscheiding, en ook Josephs vader had daarvoor geijverd. Uiteindelijk zouden Kennedy en zijn co-piloot John Willy Wilford postuum het Navy Cross ontvangen, de hoogste marine-onderscheiding van de Verenigde Staten, een trede lager dan de Medal of Honor. Ook zou, op aandringen van Kennedy's vader, een Amerikaans marineschip naar hem worden genoemd, de torpedobootjager USS Joseph P. Kennedy jr. (waar Kennedy's jongere broer Robert F. Kennedy nog enige tijd als aankomend matroos zou dienen).

## Decoraties
- Naval Aviator Badge
- Navy Cross
- Distinguished Flying Cross (United States)
- Air Medal
- Purple Heart
- Combat Action Ribbon
- American Defense Service Medal
- Amerikaanse Campagne Medaille met 1 bronzen Service Ster
- Europa-Afrika-Midden-Oosten Campagne Medaille met 1 bronzen Service Ster
- World War II Victory Medal